# Calhoun (Tennessee)
Calhoun – miasto w Stanach Zjednoczonych, w stanie Tennessee, w hrabstwie McMinn.